# Laureen Beckles
Pour les articles homonymes, voir Beckles.
Laureen Beckles (née le 30 août 1958 dans le borough londonien d'Islington, au Royaume-Uni) est une athlète française, spécialiste des épreuves de sprint.

## Palmarès
- 13 sélections en équipe de France A
- 2 sélections en équipe de France Jeune

- Championnats de France d'athlétisme en salle :
  - Vainqueur du 50 mètres en 1981
  - vainqueur du 60 mètres en 1980

Elle participe aux Jeux olympiques de 1980, à Moscou, où elle atteint les demi-finales du 100 mètres.

### Records
| Épreuve | Performance | Lieu | Date |
| ------- | ----------- | ---- | ---- |
| 100 m   | 11 s 54     |      | 1980 |
| 200 m   | 24 s 59     |      | 1976 |